# Байич, Симо
Симо Байич (серб. Симо Бајић; 4 февраля 1903, Ресановцы — 11 декабря 1942, Сански-Мост) — югославский крестьянин, партизан времён Народно-освободительной войны Югославии, Народный герой Югославии.

## Биография
Родился 4 февраля 1903 года в Ресановцах около Босанско-Грахово. До войны был крестьянином. Член Коммунистической партии Югославии с 1939 года. На фронте с 1941 года, лидер восстания в окрестностях Босанско-Грахово. Командовал отрядом из своего села, с которым 27 июля 1941 освободил Босанско-Грахово. Участвовал во многочисленных боях с усташами и итальянцами. Командовал батальоном 4-й краинской бригады. Погиб 11 декабря 1942 под Сански-Мостом во время штурма бункера. Посмертно награждён Орденом Народного героя Югославии 20 декабря 1951.